# Lithocarpus petelotii
Lithocarpus petelotii A.Camus – gatunek roślin z rodziny bukowatych (Fagaceae Dumort.). Występuje naturalnie w Wietnamie oraz Chinach (w Kuangsi, południowej części Kuejczou, zachodnim Hunanie i południowo-wschodniej części Junnanu). 

## Morfologia
PokrójZimozielone drzewo dorastające do 28 m wysokości.
LiścieBlaszka liściowa jest skórzasta i ma kształt od eliptycznego do owalnie eliptycznego. Mierzy 9–15 cm długości oraz 3,5–6 cm szerokości, jest całobrzega, ma klinową nasadę i ostry lub spiczasty wierzchołek. Ogonek liściowy jest nagi i ma 25–40 mm długości.
OwoceOrzechy o niemal kulistym kształcie, dorastają do 30–75 mm długości i 25–38 mm średnicy. Osadzone są pojedynczo w miseczkach w kształcie kubka, które mierzą 8–15 mm długości i 25–35 mm średnicy. Orzechy otulone są w miseczkach do 20% ich długości.

## Biologia i ekologia
Rośnie w lasach mieszanych. Występuje na wysokości od 1000 do 1800 m n.p.m. Kwitnie od sierpnia do września, natomiast owoce dojrzewają od września do października.